# Mistrzostwa Świata FIBT 1957
Mistrzostwa Świata FIBT 1957 odbyły się w dniu 1 lutego 1957 w szwajcarskiej miejscowości Sankt Moritz, gdzie rozegrano konkurencję męskich dwójek i czwórek bobslejowych.

## Dwójki
- Data: 1 lutego 1957

| Miejsce | Państwo           | Zawodnik                      | Czas |
| ------- | ----------------- | ----------------------------- | ---- |
| 1       | Włochy            | Eugenio Monti Renzo Alvera    | –    |
| 2       | Stany Zjednoczone | Arthur Tyler Charles Butler   | –    |
| 3       | Hiszpania         | Alfonso de Portago Luis Muñoz | –    |

## Czwórki
- Data: 1 lutego 1957

| Miejsce | Państwo           | Zawodnik                                                  | Czas |
| ------- | ----------------- | --------------------------------------------------------- | ---- |
| 1       | Szwajcaria        | Hans Zoller Hans Theler Rolf Küderli Heinz Leu            | –    |
| 2       | Włochy            | Eugenio Monti Ferdinando Piani Lino Pierdica Renzo Alvera | –    |
| 3       | Stany Zjednoczone | Arthur Tyler John Cole Robert Hagemes Charles Butler      | –    |

## Tabela medalowa
| Miejsce | Państwo           |   |   |   | Razem |
| ------- | ----------------- | - | - | - | ----- |
| 1.      | Włochy            | 1 | 1 | 0 | 2     |
| 2.      | Szwajcaria        | 1 | 0 | 0 | 1     |
| 3.      | Stany Zjednoczone | 0 | 1 | 1 | 2     |
| 3.      | Hiszpania         | 0 | 0 | 1 | 1     |